# Liste der Sendemasten der Sendeanlagen in Mainflingen
Diese Liste listet alle Sendemasten der Sendeanlagen in Mainflingen und ihrer technischen Parameter auf.

## Langwellensender (Mainflingen A)
| Name      | Koordinaten                   | Baujahr | Höhe  | Bemerkungen |
| --------- | ----------------------------- | ------- | ----- | ----------- |
| Mast I    | 50° 1′ 3,3″ N, 9° 0′ 32,6″ O  | ?       | 100 m | abgerissen  |
| Mast II   | 50° 1′ 1,5″ N, 9° 0′ 23,1″ O  | ?       | 100 m | abgerissen  |
| Mast III  | 50° 0′ 57,3″ N, 9° 0′ 36,6″ O | ?       | 150 m |             |
| Mast IV   | 50° 0′ 55,1″ N, 9° 0′ 24,6″ O | ?       | 150 m |             |
| Mast VI   | 50° 0′ 46″ N, 9° 0′ 25,5″ O   | ?       | 200 m |             |
| Mast VII  | 50° 0′ 41,6″ N, 9° 0′ 38,9″ O | ?       | 200 m |             |
| Mast VIII | 50° 0′ 39,5″ N, 9° 0′ 28,8″ O | ?       | 200 m |             |
| Mast IX   | 50° 0′ 51,2″ N, 9° 0′ 41,4″ O | ?       | 200 m |             |
| Mast X    | 50° 0′ 53,6″ N, 9° 0′ 58,7″ O | ?       | 200 m |             |
| Mast XI   | 50° 1′ 3,7″ N, 9° 0′ 51″ O    | ?       | 200 m |             |
| Mast XII  | 50° 1′ 10,6″ N, 9° 0′ 39,5″ O | ?       | 200 m |             |
| Mast XIV  | 50° 0′ 27,1″ N, 9° 0′ 55″ O   | ?       | 200 m |             |
| Mast XV   | 50° 0′ 21,1″ N, 9° 1′ 9,9″ O  | ?       | 200 m |             |

## Mittelwellensender (Mainflingen B)
| Name                             | Koordinaten                    | Baujahr | Höhe | Bemerkungen |
| -------------------------------- | ------------------------------ | ------- | ---- | ----------- |
| Mittelwellenmast                 | 50° 0′ 2″ N, 8° 58′ 31,5″ O    | 1970    | 95 m |             |
| Kreuzdipolantenne, Zentralmast   | 50° 0′ 10,3″ N, 8° 58′ 32,1″ O | 2005    | 85 m |             |
| Kreuzdipolantenne, Mast Nordost  | 50° 0′ 11,4″ N, 8° 58′ 33,6″ O | 2005    | 85 m |             |
| Kreuzdipolantenne, Mast Südost   | 50° 0′ 9,3″ N, 8° 58′ 33,9″ O  | 2005    | 85 m |             |
| Kreuzdipolantenne, Mast Nordwest | 50° 0′ 11,2″ N, 8° 58′ 30,4″ O | 2005    | 85 m |             |
| Kreuzdipolantenne, Mast Südwest  | 50° 0′ 9,2″ N, 8° 58′ 30,7″ O  | 2005    | 85 m |             |

- Karte mit allen Koordinaten:
- OSM |
- WikiMap